# Ashley (Northamptonshire)
Pour les articles homonymes, voir Ashley.
Ashley est une paroisse civile et un village du Northamptonshire, en Angleterre. Le village est situé à environ 6,5 km au nord-est de Market Harborough et 8 km à l'est de Corby.
La population de la paroisse civile au recensement de 2011 était de 224 habitants. Le village est situé près de la rivière rivière Welland (en), qui forme la frontière avec le Leicestershire. La voie romaine appelée la Via Devana (en) dans la partie allant de Ratae (aujourd'hui Leicester) à Duroliponte (aujourd'hui Cambridge) passait juste au nord du village.
Le nom du village signifie « bois de frênes ou clairière de bois de frênes ».

## Bâtiments notables
L'église du village est dédiée à la Vierge Marie et a été en grande partie reconstruite par Sir George Gilbert Scott pour un coût de 2 000 livres en 1867 pour le révérend Richard Pulteney, recteur de 1853 à 1974 et également Squire.
Le manoir a également été remodelé pour Pulteney par Edmund Francis Law (en) en 1865. Pulteney obtint également de Scott la construction d'une école de village néogothique (1858) et de la Masters House (1865).

## Villa romaine
Les vestiges d'une villa romaine ont été découverts dans le champ d'Alderstone au XIXe siècle, lors de la construction de la ligne de chemin de fer reliant Market Harborough à Peterborough et Stamford, juste au nord du village (qui possédait sa propre gare, Ashley and Weston railway station). Le site était proche de la voie romaine reliant Leicester à Cambridge. Les fouilles menées en 1969-71 ont révélé la présence d'une villa et de dépendances à proximité de la route.

## Événements
Chaque lundi de Pâques, un match de tir à la corde est organisé contre le village voisin de Medbourne.